# Standing in the Light
Standing in the Light è un album del gruppo musicale britannico Level 42, pubblicato dall'etichetta discografica Polydor nel 1983.
L'album, disponibile su long playing, musicassetta e compact disc, è prodotto da Larry Dunn, Verdine White e Wally Badarou. Il brano People, interamente composto da Mike Lindup, è l'unico a non portare la firma di Mark King e Philip Gould, che comunque vengono coadiuvati da altri autori negli altri brani tranne I Want Eyes.
Dal disco vengono tratti i singoli Out of Sight, Out of Mind, The Sun Goes Down (Living It Up)

## Tracce

### Lato A
1. Micro-Kid - 4:44
2. The Sun Goes Down (Living It Up) - 4:16
3. Out of Sight, Out of Mind - 5:13
4. Dance on Heavy Weather - 4:27

### Lato B
1. A Pharaoh's Dream (Of Endless Time) - 4:22
2. Standing in the Light - 3:43
3. I Want Eyes - 5:00
4. People - 4:56
5. The Machine Stops - 4:16